# دغدغه شکارگری

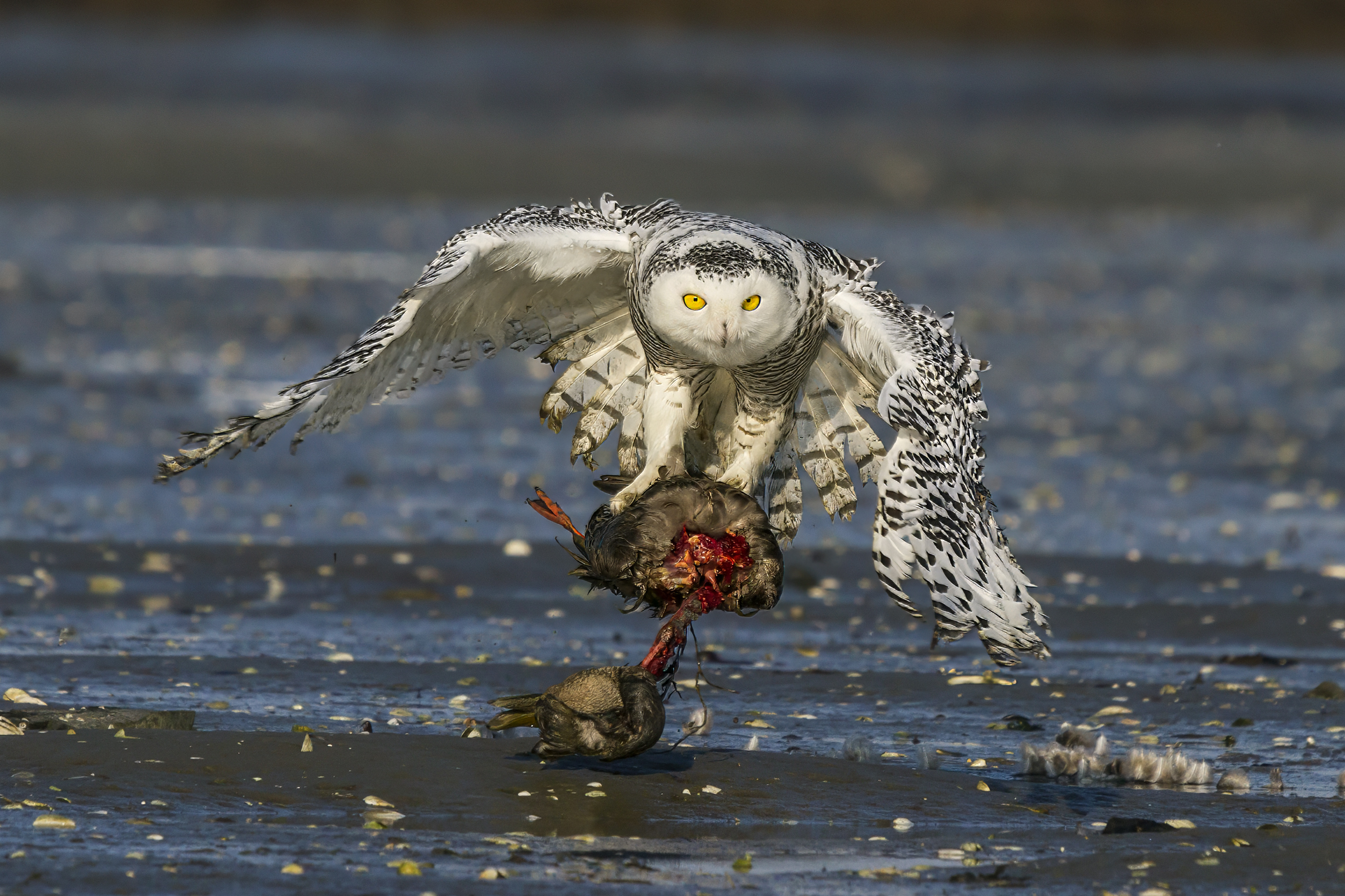
یک جغد برفی یک مرغابی سیاه آمریکایی کشته شده را جابجا می‌کند

دغدغه شکارگری یا مسئله شکارگری (به انگلیسی: Predation problem) یا بحث شکارگری (به انگلیسی: Predation argument) به در نظر گرفتن آسیب‌هایی که جانوران در اثر شکار شدن می‌بینند، به عنوان یک مشکل اخلاقی اشاره دارد که ممکن است انسان‌ها موظف به تلاش برای جلوگیری از آن باشند یا نباشند. گفتمان در مورد این موضوع، به‌طور کلی، در رشته‌های اخلاق جانوری و محیط زیست برگزار شده‌است. این موضوع به ویژه در رابطه با حقوق حیوانات و رنج جانور وحشی مورد بحث قرار گرفته‌است. برخی از منتقدان الزام به جلوگیری از شکار را غیرقابل دفاع یا پوچ تلقی کرده و از این موضع به عنوان تعلیق به محال (reductio ad absurdum) برای رد مفهوم حقوق جانوران به‌طور کلی استفاده کرده‌اند. برخی دیگر هرگونه تعهدی را که در موضع حقوق حیوانات مطرح می‌شود به عنوان زیان‌آور برای محیط زیست انتقاد کرده‌اند.